# 靈通天地線
《靈通天地線》是香港無線電視一個晚間電視節目的名稱，後來因為與亞洲電視的收視爭奪戰升溫而改頭換面，演變為另一時段的《城市追擊》。
《靈通天地線》本來只是無綫電視的長壽綜藝節目《歡樂今宵》裡的一個環節，每逢周二晚播出，以紀錄片形式講述靈異事件，由吳剛主持，收視只屬平平，其中以講述九鐵廣告「鬧鬼」最為人注意。後來由於靈異主題過於單調，轉以社會時事作為題材，收視有所增長，此期間最矚目的是獨家專訪轟動全港的「溶屍奇案」男被告黃大衛。
及後亞洲電視在相同時段推出從《香港乜都有》重新包裝的《今日睇真D》，後來更把《今日睇真D》的播放時段改為在晚間新聞之後的下午七時，每周播足五晚。無線方面為了迎戰，決定增撥資源，把《靈通天地線》改組為一個獨立節目，由每周一集增至五集，並換上全新主持，形式和手法變得與《今日睇真D》相似，節目初名《靈通追擊》，正式播出時定名為《城市追擊》。
這件事在當時的香港娛樂界是一個頗受關注的話題。